# True Value 200 1996
True Value 200 1996 var ett race som var säsongspremiären i Indy Racing League 1996/1997. Racet kördes den 18 augusti på New Hampshire Motor Speedway. Scott Sharp tog sin första seger i ett IRL-sanktionerat race, genom att totalt dominera ett race där kvalitén på materialet och förarna varierade oerhört. Buzz Calkins blev tvåa, medan Michele Alboreto slutade på tredje plats.

## Slutresultat
| Plats | Förare            | Team                    | Grid |
| ----- | ----------------- | ----------------------- | ---- |
| 1     | Scott Sharp       | A.J. Foyt Enterprises   | 12   |
| 2     | Buzz Calkins      | Bradley Motorsports     | 10   |
| 3     | Michele Alboreto  | Team Scandia            | 2    |
| 4     | Mike Groff        | Byrd-Cunningham Racing  | 9    |
| 5     | Davey Hamilton    | A.J. Foyt Enterprises   | 17   |
| 6     | Roberto Guerrero  | Pagan Racing            | 18   |
| 7     | Marco Greco       | Team Scandia            | 15   |
| 8     | Stéphane Grégoire | Team Scandia            | 14   |
| 9     | Eliseo Salazar    | Team Scandia            | 6    |
| 10    | John Paul Jr.     | PDM Racing              | 11   |
| 11    | Tyce Carlson      | PDM Racing              | 16   |
| 12    | Tony Stewart      | Team Menard             | 7    |
| 13    | Arie Luyendyk     | Treadway Racing         | 3    |
| 14    | Richie Hearn      | Della Penna Motorsports | 1    |
| 15    | Eddie Cheever     | Cheever Racing          | 7    |
| 16    | Stan Wattles      | McCormack Motorsports   | 20   |
| 17    | Dave Kudrave      | Tempero-Giuffre Racing  | 22   |
| 18    | Brad Murphey      | Hemelgarn Racing        | 23   |
| 19    | Buddy Lazier      | Hemelgarn Racing        | 4    |
| 20    | Mark Dismore      | Team Menard             | 5    |
| 21    | Joe Gosek         | ABF Motorsports         | 21   |
| 22    | Robbie Buhl       | Beck Motorsports        | 13   |
| 23    | Jim Guthrie       | Blueprint Racing        | 19   |